# اللغة الإنكتيتوتية
الإنكتيتوتية (المقطعية الإنكتيتوتية: ᐃᓄᒃᑎᑐᑦ) هو اسم لبعض اللغات المنطوقة من قبل الإسكيمو في كندا. ويتحدث بها في جميع المجالات شمال خط الشجر، بما في ذلك أجزاء من مقاطعات نيوفنلند واللابرادور، كيبيك، إلى حد ما في شمال مانيتوبا وكذلك أراضي نونافوت، والأقاليم الشمالية الغربية ،و تقليدياً على ساحل المحيط المتجمد الشمالي من يوكون.

خريطة تبينية للغات الإنكتيتوتية

و هي لغة رسمية في نونافوت والأقاليم الشمالية الغربية. كما أن لها الاعتراف القانوني في جزء نونافيك ،و كيبيك، يرجع الفضل في ذلك جزئيا إلى اتفاق خليج جيمس وكييبك الشمالية، والمعترف بها في ميثاق اللغة الفرنسية كلغة رسمية للتعليم من أجل مدارس مناطق الاسكيمو هناك. كما أن لديها بعض الاعتراف في المنطقة ،نوناتسيافوت الإنويت في لابرادور، بعد التصديق على اتفاق مع الحكومة الكندية ومقاطعة نيوفنلند واللابرادور. تعداد التقارير الكندية تفيد بأن هناك ما يقرب من 35،000 من المتحدثين بالإنكتيتوتية في كندا، بما في ذلك ما يقرب من 200الذين يعيشون خارج بانتظام تقليديا الأراضي الاسكيمو.

## الكتابة
تكتب اللغة الإنكتيتوتية بعدة طرق, تختلف من منطقة لأخرى, وتعتمد على المنطفة واللهجة المستخدمة, لكن يرجع السبب لأسباب سياسية وتاريخية أيضاّ.
المبشرين المورافيون، بهدف إدخال شعوب الاسكيمو إلى المسيحية وتقديم الكتاب المقدس لهم، ساهموا في تطوير نظام الكتابة الإنكتيتوتية في جرينلاند خلال 1760s الذي كان مبنيا على قواعد الإملاء الرومانية. سافروا في وقت لاحق للابرادور في 1800s، ومن ثم أحضروا الإنكتيتوتية المكتوبة معهم.
أما في ألاسكا, فطوروا نظامهم الخاص من الكتابة الهيروغليفية.
وكانت الاسكيمو الشرقية الكندية هي الأخيرة في المشاركة في اعتماد الكتابة عندما، في 1860s، استورد المبشرين نظام كانيوياقبايت, قد وضعت في جهودها الرامية إلى تحويل قبيلة كري إلى المسيحية. وكان آخر شعوب الاسكيمو مشاركتاً في نوع هذة الكتابة هم من إسكيمو النتسيليك في الجزيرة الشمالية كوغارووك بافين. واعتمدت كانيوياقبايتية النتسيليك من 1920s.

### السلبرية الكندية

السلبرية الكندية الإنكتيتوتية

تيستند السلبرية الإنكتيتوتية المستخدمة في كندا على سلبرية قبيلة كري التي وضعها المبشر جيمس ايفانز. واعتمدت على الشكل الحالي للسلبرية الإنكتيتوتية الكندية من المعهد الثقافي من للإسكيمو في كندا في عام 1970s. اما الإنويت في ألاسكا، والإنوفيالويت، والإنويناقتونيين المتكلمين، والاسكيمو في جرينلاند ولابرادور فاستخدام الأبجدية الرومانية، على الرغم من أنه قد تم تكييفها لاستخدامهم بطرق مختلفة.-->